# Puchar Australii i Nowej Zelandii w narciarstwie alpejskim kobiet 2022
Puchar Australii i Nowej Zelandii w narciarstwie alpejskim kobiet w sezonie 2022 – zawody rozgrywane pod patronatem Międzynarodowej Federacji Narciarskiej (FIS) w lecie 2022 roku. Puchar rozpoczął się 22 sierpnia w nowozelandzkim Coronet Peak zawodami w slalomie, zaś ostatnie zawody tej edycji zostały rozegrane 30 sierpnia w tym samym ośrodku narciarskim, a ostateczną zdobywczynię pucharu wyłoniła rywalizacja w slalomie gigancie.
Triumfu w klasyfikacji generalnej z sezonu 2019 nie broniła Amerykanka Storm Klomhaus. Tym razem najlepsza okazała się jej rodaczka Ava Sunshine.

## Podium zawodów
| Lp. | Data             | Miejscowość  | Konkurencja | 1. miejsce       | 2. miejsce     | 3. miejsce           |
| --- | ---------------- | ------------ | ----------- | ---------------- | -------------- | -------------------- |
| 1.  | 22 sierpnia 2022 | Coronet Peak | Slalom      | Katie Hensien    | Ava Sunshine   | Zoe Zimmermann       |
| 2.  | 23 sierpnia 2022 | Coronet Peak | Slalom      | Zoe Zimmermann   | Ava Sunshine   | Allie Resnick        |
| 3.  | 27 sierpnia 2022 | Coronet Peak | Supergigant | Candace Crawford | Rebeka Jančová | Charlotte Henriksson |
| 4.  | 27 sierpnia 2022 | Coronet Peak | Supergigant | Candace Crawford | Ava Sunshine   | Alice Robinson       |
| 5.  | 29 sierpnia 2022 | Coronet Peak | Gigant      | Candace Crawford | Katie Hensien  | Riikka Honkanen      |
| 6.  | 30 sierpnia 2022 | Coronet Peak | Gigant      | Alice Robinson   | Ava Sunshine   | Katie Hensien        |

## Klasyfikacje
| Lp. | Zawodniczka          | Punkty |
| --- | -------------------- | ------ |
| 1.  | Ava Sunshine         | 370    |
| 2.  | Candace Crawford     | 300    |
| 3.  | Katie Hensien        | 240    |
| 4.  | Zoe Zimmermann       | 196    |
| 5.  | Alice Robinson       | 160    |
| 6.  | Lara Baumann         | 158    |
| 7.  | Piera Hudson         | 157    |
| 8.  | Elise Hitter         | 131    |
| 9.  | Rebeka Jančová       | 130    |
| 10. | Charlotte Henriksson | 122    |

| Lp. | Zawodniczka                     | Punkty |
| --- | ------------------------------- | ------ |
| 1.  | Candace Crawford                | 200    |
| 2.  | Rebeka Jančová                  | 130    |
| 3.  | Charlotte Henriksson            | 100    |
| 4.  | Emma Amann                      | 86     |
| 5.  | Ava Sunshine                    | 80     |
| 6.  | Leonie Schönherr                | 77     |
| 7.  | Alexis Ordway                   | 69     |
| 8.  | Alice Robinson                  | 60     |
| 9.  | Hólmfríður Dóra Friðgeirsdóttir | 45     |
| 10. | Honor Bartlett                  | 26     |

| Lp. | Zawodniczka            | Punkty |
| --- | ---------------------- | ------ |
| 1.  | Katie Hensien          | 140    |
| 2.  | Ava Sunshine           | 130    |
| 3.  | Candace Crawford       | 100    |
| 3.  | Alice Robinson         | 100    |
| 5.  | Elise Hitter           | 95     |
| 6.  | Piera Hudson           | 77     |
| 7.  | Elena Stoffel          | 76     |
| 8.  | Riikka Honkanen        | 60     |
| 9.  | Lara Baumann           | 58     |
| 10. | Valentina Rings-Wanner | 49     |

| Lp. | Zawodniczka            | Punkty |
| --- | ---------------------- | ------ |
| 1.  | Zoe Zimmermann         | 160    |
| 1.  | Ava Sunshine           | 160    |
| 3.  | Katie Hensien          | 100    |
| 3.  | Lara Baumann           | 100    |
| 5.  | Piera Hudson           | 80     |
| 6.  | Mikayla Smyth          | 68     |
| 7.  | Allie Resnick          | 60     |
| 8.  | Sophie Mahon           | 58     |
| 9.  | Valentina Rings-Wanner | 45     |
| 9.  | Luisa Mangold          | 45     |